# Liste der Pseudobasiliken in der Republik Irland

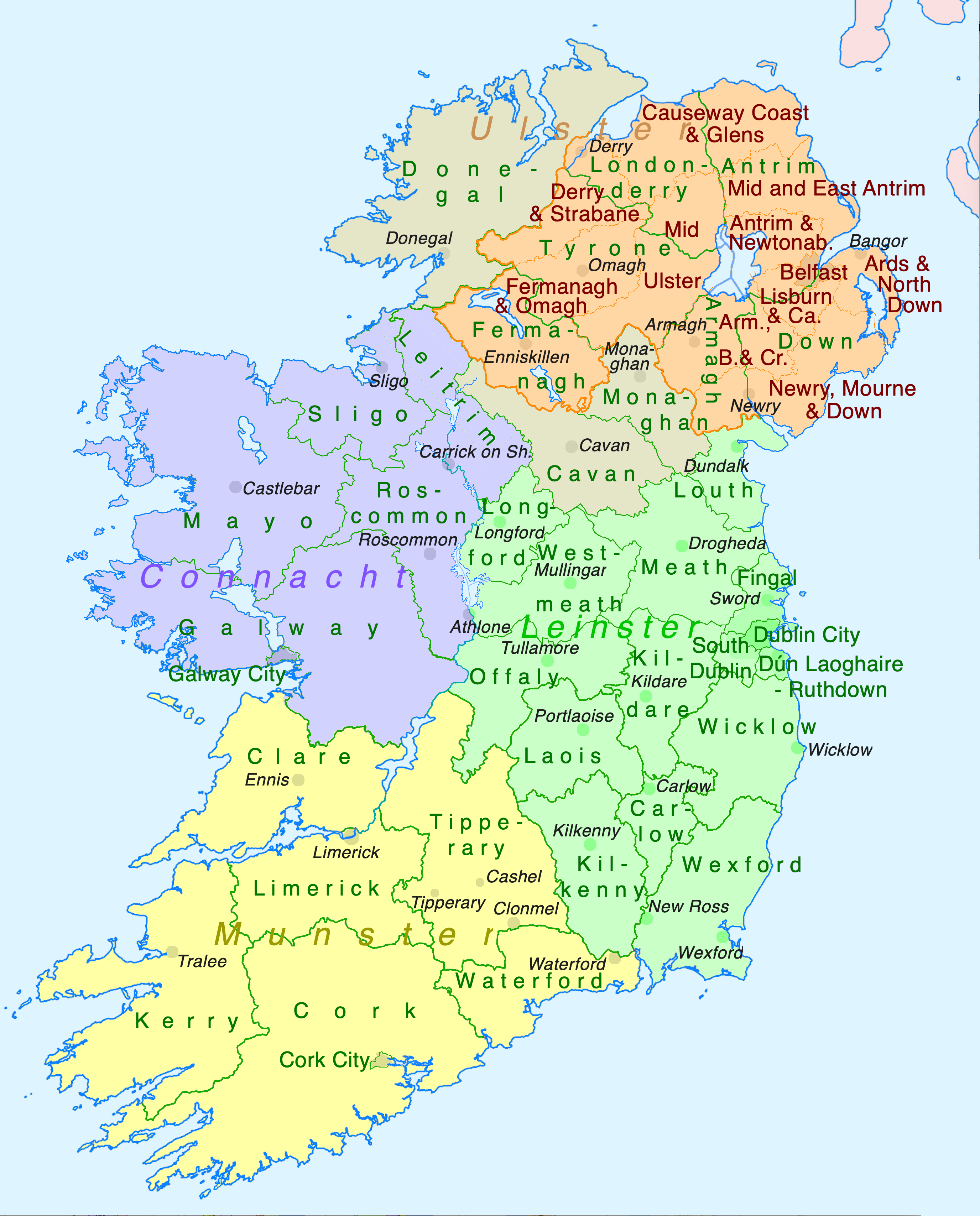
Grafschaften Irlands, Distrikte Nordirlands

▶ Liste(n) von Pseudobasiliken – Übersicht
– siehe auch: Liste der Hallenkirchen in der Republik Irland (46) –
Anzahl: 35, davon 4 auch unter Hallenkirchen (3 Grenzfälle, 1 unvollständige Ruine)
Hintergrundinformationen
- AS = Archaeological Survey of Ireland
- NIAH = National Inventory of Architectural Heritage (Einzelne Bereiche wie die südöstlichen Außenbezirke von Dublin und die Stadt Carlow sind noch nicht elektronisch aufbereitet.)

| Ort                             | Bauwerk                                                    | Anmerkungen | Fotos             | Fotos                               |
| ------------------------------- | ---------------------------------------------------------- | --- | ----------------- | ----------------------------------- |
| Ardfert, County Kerry           | St.-Brendan-Kathedrale AS KE01242                          | heute Ruine, Bausubstanz aus 11., 13. und 15. Jh., romanisch und gotisch, Südseitenschiff am Langhaus hatte wohl Anlehndach, unterhalb des Zinnenkranzes des Hauptschiffs.                                                |                   |                                     |
| Ardfert, County Kerry           | Ardfert Friary (Franziskanerkloster) AS KE020-047---       | Hauptschiff ab 1260; daran 14. Jh. Südseitenschiff mit anglehntem Pultdach; später Wände des Hauptschiffs erhöht und Süd-„Querhaus“ (evtl. als Eingangsbau) angebaut                                                      |                   |                                     |
| Askeaton, County Limerick       | Kirche des Franzis- kanerklosters (CC) AS LI011-092006-    | heute Ruine, ab 14. Jh., Chor und Langhaus einschiffig, aber Nordquerhaus (15. Jh.) mit westlichem Seitenschiff unter gering geneigtem Pultdach, siehe Anschluss an Langhauswand                                          |                   |                                     |
| Athenry, County Galway          | Dominikanerkirche Athenry AS GA084-001014-                 | heute Ruine, gegründet 1241, niedrige, bis an die Oberkanten der Arkaden reichende Seitenschiffe an der Nordseite des Langhauses und der Westseite des Nordquerhauses n                                                   |                   |                                     |
| Ballinrobe, County Mayo         | St. Mary’s Church (CC) NIAH 31215035                       | 1849–1859, neugotisch, dreischiffig, Seitenschiffe unter Flachdächern knapp unterhalb der Traufen von Mittelschiff und Querhaus                                                                                           |                   | Innenfotos bei NIAH                 |
| Ballyferriter, County Kerry     | St Vincent’s Church (CC) NIAH 21304201                     | dreischiffig, deutlich abgesetzte Schleppdächer, um 1865, neugotisch |                   |                                     |
| Barntown, County Wexford        | Ch. of the Blessed Virgin Mary (CC) NIAH 15703738          | dreischiffig, Schleppdächer, 1844–50, neugotisch |                   |                                     |
| Cashel, Co. Tipperary           | kath. Kirche St. John the Baptist (CC) NIAH 22105075       | 1772–1804, klassizistisch, dreischiffig, Seitenschiffe mit Emporen und flachen Decken, Mittelschiff mit Folge von Quertonnen                                                                                              |                   | Innenfotos (NIAH) teilw. dunkel     |
| Claregalway, County Galway      | Franziskanerkirche Claregalway AS GA070-035001-            | heute Ruine, gegründet 1252, Pseudobasilika oder Hallenkirche, Langhaus aus Hauptschiff, dessen Dach der Arkade aufsaß, und Nordseitenschiff von dem keine obere Stirnwand erhalten                                       |                   |                                     |
| Cloyne, County Cork             | St. Colman’s Cathedral (CC) NIAH 20826015 AS CO088-019006- | um 1280, Langhsue dreischiffig, abgesetzte Schleppdächer |                   |                                     |
| 8 km W v. Kinvara, County Clare | Corcomroe Abbey (CC) AS CL003-029002                       | Zisterzienserabtei, heute Ruine, Kirche 1210–1225, am Hauptschiff Südseitenschiff mit Schleppdach (Nordseitenschiff wohl nie gebaut)                                                                                      |                   |                                     |
| Cork                            | kath. Kirche St. Mary (CC) NIAH 20512203                   | 1832, neoklassizistisch, tonnengewölbtes Mittelschiff, flachdeckige Seitenschiffe, vor der Vierung Pseudobasilika, dahinter Basilika                                                                                      |                   |                                     |
| Donegal                         | St. Patrick’s RC Church (CC) NIAH 40843029                 | 1931–1935, neugotisch u. a., 3 × 3 Joche Hallenkirche, Seitenschiffe unter Zwerchdächern, aber Chorpartie pseudobasilikal, „Kapellen“ unter niedrigen Paralleldächern                                                     |                   |                                     |
| Dublin                          | St. Bartholomew’s Church (CC)                              | mit Vorbhelt: Pseudobasilika-ähnliche Struktur aus Hauptschiff u. niedrigeren doppelten Querhausarmen, beidseitig je 2 × 2 Joche; 1865–67, neugotisch                                                                     |                   |                                     |
| Dublin                          | St. Catherine’s Church (CC) NIAH 50080587                  | 1852–1858, dreischiffig, Seitenschiffe unter Schleppdächern |                   |                                     |
| Dublin                          | St James’ Church of Ireland (CC) NIAH 50080312             | breites Hauptschiff, Seitenschiff mit Paralleldach und gemeinsamer Traufe, aber deutlich niedriger und schmaler, Stufenhalle oder Pseudobasilika, 1861, neugotisch                                                        |                   |                                     |
| Dublin                          | Church of the Holy Family (CC) NIAH 50070048               | dreischiffig, Seitenschiffe unter Flachdächern, 1876, neugotisch |                   |                                     |
| Farran, County Cork             | Ch. of the Immacu- late Conception (CC) NIAH 20907220      | 1860, neugotisch, Hauptschiff und breites Nordseitenschiff, Schleppdach |                   |                                     |
| Faugheen, Co. Tipperary         | St Patrick’s Church (CC) NIAH 22207904                     | 1885, neoromanisch, dreischiffig, abgesetzte Schleppdächer |                   | Innenfotos siehe NIAH               |
| Greystones, County Wicklow      | St Patrick’s Church (CC) NIAH 16304036                     | 1857, neugotisch, Querhäuser 1875 und 1888; Innenräume der beidseitigen doppelgiebligen Querhäuser niedriger als Hauptschiff, ergeben pseudobasilikale Seitenschiffe                                                      |                   |                                     |
| Holycross, Co. Tipperary        | Zisterzienser- abtei Holy Cross AS TN047-030001-           | ab 1180, dreischiffig, Mittelschiff mit offenem Dachstuhl, Arkaden und südliche Außenwand schon bis Anf. 13. Jh. |                   |                                     |
| Kilconnell, County Galway       | Franziskanerkirche AS GA03895                              | heute Ruine, gegründet 1414, an Langhaus und Südquerhaus, deren Dächer den Arkaden aufsaßen, Seitenschiffe mit zu den Außenwänden hin abfallenden Dächern                                                                 |                   |                                     |
| Kilbride, County Wicklow        | Manor Church (kein Denkmal?)                               | Neugotisch, dreischiffig, fensterlose Hochschiffswände außen sichtbar, Lage außer halb des Herrensitzes (Manor) im Dorf                                                                                                   |                   | Schrägansicht bei Google Streetwiew |
| Kilkenny                        | Black Abbey AS KK019-026021- NIAH 12005006                 | Dominikaner-(„Schwarzbrüder-“)Kloster gegründet 1225, Erweiterung zu T-Form mit langem Südquerhaus und Seitenschiffen um 1325, erhalten: Langhaus und längeres Südquerhaus mit je einem Seitenschiff unter Schleppdächern |                   |                                     |
| Lisdoonvarna, County Clare      | Corpus Christi Church (CC) NIAH 20300105                   | zweischiffig seit 1900, Seitenschiff unter Flachdach, Hauptschiff 1865, neugotisch |                   |                                     |
| Lispole, County Kerry           | Ch. of John the Baptist (CC) NIAH 21304401                 | dreischiffig, abgesetzte Schleppdächer, um 1865, neugotisch |                   |                                     |
| Listowel, County Kerry          | St Mary’s Church (CC) NIAH 21400212                        | dreischiffig, Schleppdächer, 1865, neugotisch | Google Streetview |                                     |
| Moate, Co. Westmeath            | SS Peter and Paul’s Ch. (CC) NIAH 15317024                 | 1867, neugotisch, äußerlich beidseits Verbindungen zweier ungleich breiter Querhausarme, innen durch dreibogige Arkaden angebundene Seitenräume                                                                           |                   | Seiten- und Innenfotos siehe NIAH   |
| Nenagh, Co. Tipperary           | St. Mary’s Church (CC) NIAH 22305009                       | um 1865, neugotisch, Gebäudeachse von NW nach SO, schmales SW Seitenschiff unter leicht abgesetztem Schleppdach |                   |                                     |
| Newcastle, Co. Tipperary        | St Mary’s RC Church (CC) NIAH 22208812                     | dreischiffig, niedrige Seitenschiffe von 3/5 der Kirchenlänge unter Paralleldächern, aber keine Obergaden |                   | Innenfotos siehe NIAH               |
| Timoleague, County Cork         | Timoleague Friary (Franziskanerkirche) AS CO123-050002-    | 13./14. Jh., Seitenschiff wohl erst 15. Jh., heute Ruine, Seitenschiff(e) an Langhaus und Südquerhaus, Schleppdach gerade Fortsetzung des Mittelschiffsdachs                                                              |                   |                                     |
| Tullow, County Carlow           | Church of the Most Holy Rosary (CC) NIAH 10400329          | Mittelschiffs-„Gewölbe“ mit trapezförmigem Querschnitt überragt Arkaden und flachdeckige Seitenschiffe; Gauben in den Dachschrägen; 1835 und 1880, eher „Gothick“ als Neugotik                                            |                   |                                     |
| Waterford                       | Mary’s Catholic Ch. (CC) NIAH 22504022                     | 1834 vollendet, Neoklassizistische dreischiffige Stufenhalle an der Grenze zur Pseudobasilika Mittelschiff Tonnengewölbe, Seitenschiffe Kreuzgratgewölbe hinter durchgehendem Architrav                                   |                   |                                     |
| Wexford                         | Wexford Friary (CC)                                        | 1779–1784, klassizistisch, tonnengewölbtes Mittelschiff, flachdeckige Seitenschiffe; Vorgänger: Abteikirche 1260 und Scheunenkirche                                                                                       |                   |                                     |
| Youghal County Cork             | Stiftskirche St Mary (CC) NIAH 20823029                    | begonnen 1220, erweitert in den folgenden Jahrhunderten, dreischiffig, Schleppdächer |                   |                                     |